# Franciszek Szymczyk
Franciszek Ksawery Szymczyk (ur. 21 lutego 1892 we Lwowie, zm. 5 listopada 1976 w Warszawie) – polski inżynier chemii i technologii, kolarz, działacz sportowy.

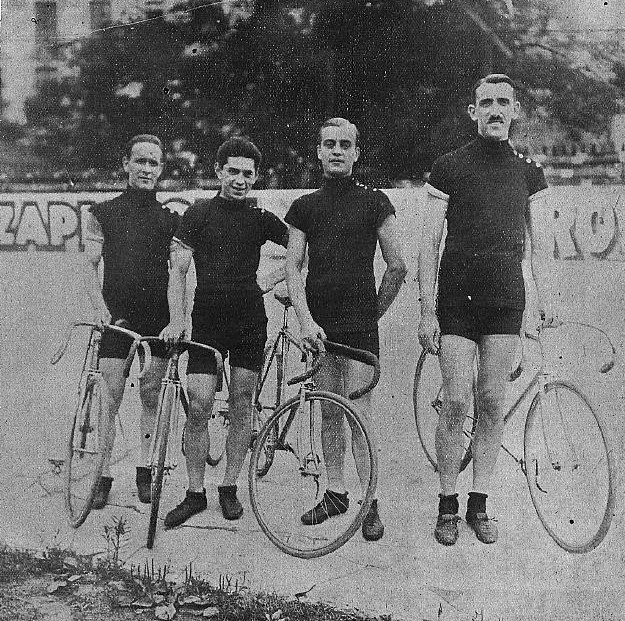
Od lewej Stanisław Podgórski, Józef Oksiutycz, Józef Lange, Franciszek Szymczyk (4 lipca 1925)

## Życiorys
Urodził się w rodzinie Wojciecha (zm. 1928) i Honoraty z Rokickich (zm. 1943). Ukończył warszawskie Gimnazjum Realne przy ul. Jezuickiej oraz Wydział Chemii i Technologii Politechniki Kijowskiej, gdzie otrzymał tytuł inżyniera.
W latach 1921 i 1922 kierował laboratorium kryminalistycznym Komendy Głównej Policji w Warszawie. W latach 1921–1963 pracował jako kierownik Oddziału chemii sądowej Państwowego Zakładu badania żywności w Warszawie oraz w Państwowym Zakładzie Higieny (PZH).
Jako zawodnik reprezentował Warszawskie Towarzystwo Cyklistów (WTC 1886). Wicemistrz olimpijski (Paryż 1924) na 4000 m drużynowo (razem z Józefem Lange, Janem Łazarskim i Tomaszem Stankiewiczem); na tych samych igrzyskach startował także w konkurencji 1000 m ze startu lotnego (odpadł po ćwierćfinale, nie stając do pojedynków w repasażach). 4 lipca 1925 na torze w Dynasach drużyna w składzie Franciszek Szymczyk, Józef Lange, Stanisław Podgórski, Józef Oksiutycz ustanowiła rekord świata w biegu drużynowym na 4000 m czasem 5 minut 9 sekund.
Zasłużony organizator sportu kolarskiego, był m.in. członkiem prezydium Polskiego Komitetu Olimpijskiego, wiceprezesem, kapitanem sportowym i przewodniczącym Kolegium Sędziów Polskiego Związku Kolarskiego. Projektował tory kolarskie.
Zmarł w Warszawie, pochowany na cmentarzu Powązkowskim (kwatera 215-6-14).

## Ordery i odznaczenia
- Złoty Krzyż Zasługi (19 marca 1931)[3]
- Medal 10-lecia Polski Ludowej (13 stycznia 1955)[8]

## Przypisy

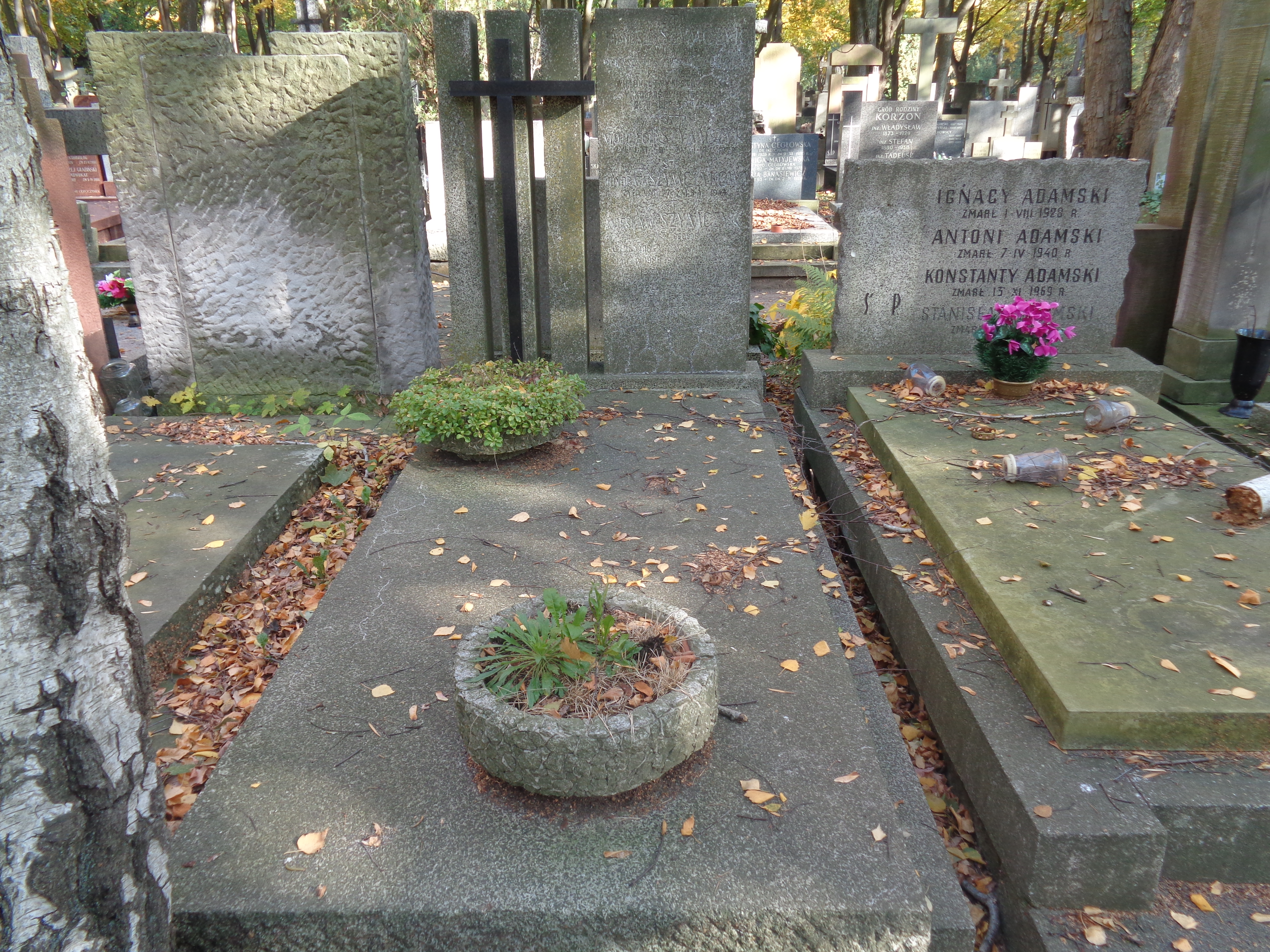
Grób Franciszka Szymczyka na cmentarzu Powązkowskim